# Лонсдейл (Арканзас)
Лонсдейл (англ. Lonsdale) — місто (англ. town) в США, в окрузі Гарленд штату Арканзас. Населення — 103 особи (2020).

## Географія
Лонсдейл розташований на висоті 130 метрів над рівнем моря за координатами 34°32′41″ пн. ш. 92°48′38″ зх. д. / 34.54472° пн. ш. 92.81056° зх. д. (34.544811, -92.810428).  За даними Бюро перепису населення США в 2010 році місто мало площу 1,11 км², уся площа — суходіл. В 2017 році площа становила 1,05 км², уся площа — суходіл.

## Демографія
Згідно з переписом 2010 року, у місті мешкали 94 особи в 37 домогосподарствах у складі 28 родин. Густота населення становила 84 особи/км².  Було 46 помешкань (41/км²). 
Расовий склад населення:
| - 94,7 % — білих - 3,2 % — чорних або афроамериканців - 1,1 % — азіатів |

До двох чи більше рас належало 1,1 %. Іспаномовні складали 0,0 % від усіх жителів.
За віковим діапазоном населення розподілялося таким чином: 21,3 % — особи молодші 18 років, 58,5 % — особи у віці 18—64 років, 20,2 % — особи у віці 65 років та старші. Медіана віку мешканця становила 44,5 року. На 100 осіб жіночої статі у місті припадало 123,8 чоловіків;  на 100 жінок у віці від 18 років та старших — 117,6 чоловіків також старших 18 років.
Середній дохід на одне домашнє господарство  становив 52 584 долари США (медіана — 51 250), а середній дохід на одну сім'ю — 60 142 долари (медіана — 60 781). Медіана доходів становила 36 000 доларів для чоловіків та 20 208 доларів для жінок. За межею бідності перебувало 0,8 % осіб, у тому числі 0,0 % дітей у віці до 18 років та 7,1 % осіб у віці 65 років та старших.
Цивільне працевлаштоване населення становило 73 особи. Основні галузі зайнятості: освіта, охорона здоров'я та соціальна допомога — 27,4 %, роздрібна торгівля — 15,1 %, мистецтво, розваги та відпочинок — 12,3 %, будівництво — 11,0 %.
За даними перепису населення 2000 року в Лонсдейлі проживало 118 осіб, 34 родини, налічувалося 49 домашніх господарств і 53 житлових будинки. Середня густота населення становила близько 107,3 осіб на один квадратний кілометр. Расовий склад Лонсдейла за даними перепису розподілився таким чином: 97,46% білих, 2,54% — представників змішаних рас. Іспаномовні склали 0,85% від усіх жителів містечка.
З 49 домашніх господарств в 34,7% — виховували дітей віком до 18 років, 67,3% представляли собою подружні пари, які спільно проживали, в 4,1% сімей жінки проживали без чоловіків, 28,6% не мали сімей. 28,6% від загального числа сімей на момент перепису жили самостійно, при цьому 12,2% склали самотні літні люди у віці 65 років та старше. Середній розмір домашнього господарства склав 2,41 особи, а середній розмір родини — 2,97 особи.
Населення містечка за віковим діапазоном за даними перепису 2000 року розподілилося таким чином: 23,7% — жителі молодше 18 років, 7,6% — між 18 і 24 роками, 27,1% — від 25 до 44 років, 29,7% — від 45 до 64 років і 11,9% — у віці 65 років та старше. Середній вік мешканця склав 41 рік. На кожні 100 жінок в Лонсдейлі припадало 90,3 чоловіків, у віці від 18 років та старше — 95,7 чоловіків також старше 18 років.
Середній дохід на одне домашнє господарство в містечкі склав 25 500 доларів США, а середній дохід на одну сім'ю — 26 000 доларів. При цьому чоловіки мали середній дохід в 31 250 доларів США на рік проти 23 750 доларів середньорічного доходу у жінок. Дохід на душу населення в містечкі склав 11 572 долара на рік. Всі родини Лонсдейла мали дохід, що перевищує рівень бідності, 22,3% від усієї чисельності населення перебувало на момент перепису населення за межею бідності, при цьому 35,9% з них були молодші 18 років.